# 光生物学
光生物学（ひかりせいぶつがく、英語: photobiology）は、光と生物の相互作用を探究する生物学の一分野。光合成、光形態形成、視覚過程、概日リズム、生体発光、紫外線照射効果などの研究が含まれる。

## 主要学術団体
- アメリカ光生物学会（会誌：Photochemistry and Photobiology）
- ヨーロッパ光生物学会（会誌：Photochemical and Photobiological Sciences）